# Charles Gleyre

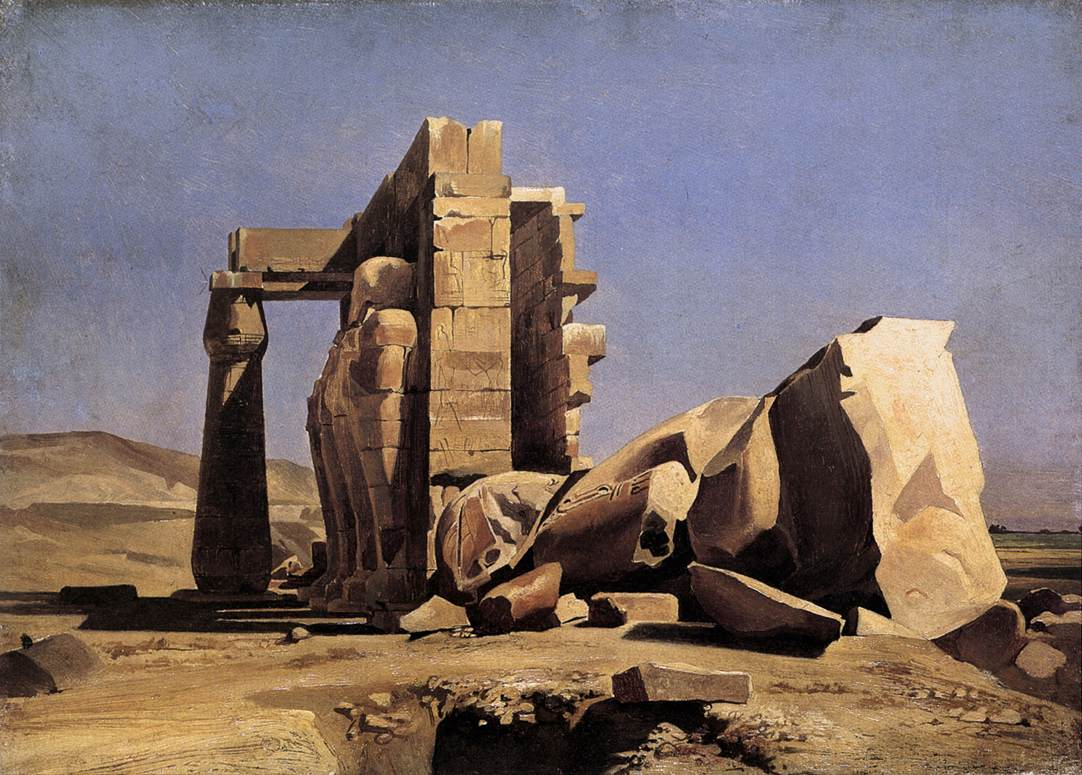
Świątynia egipska, 1840

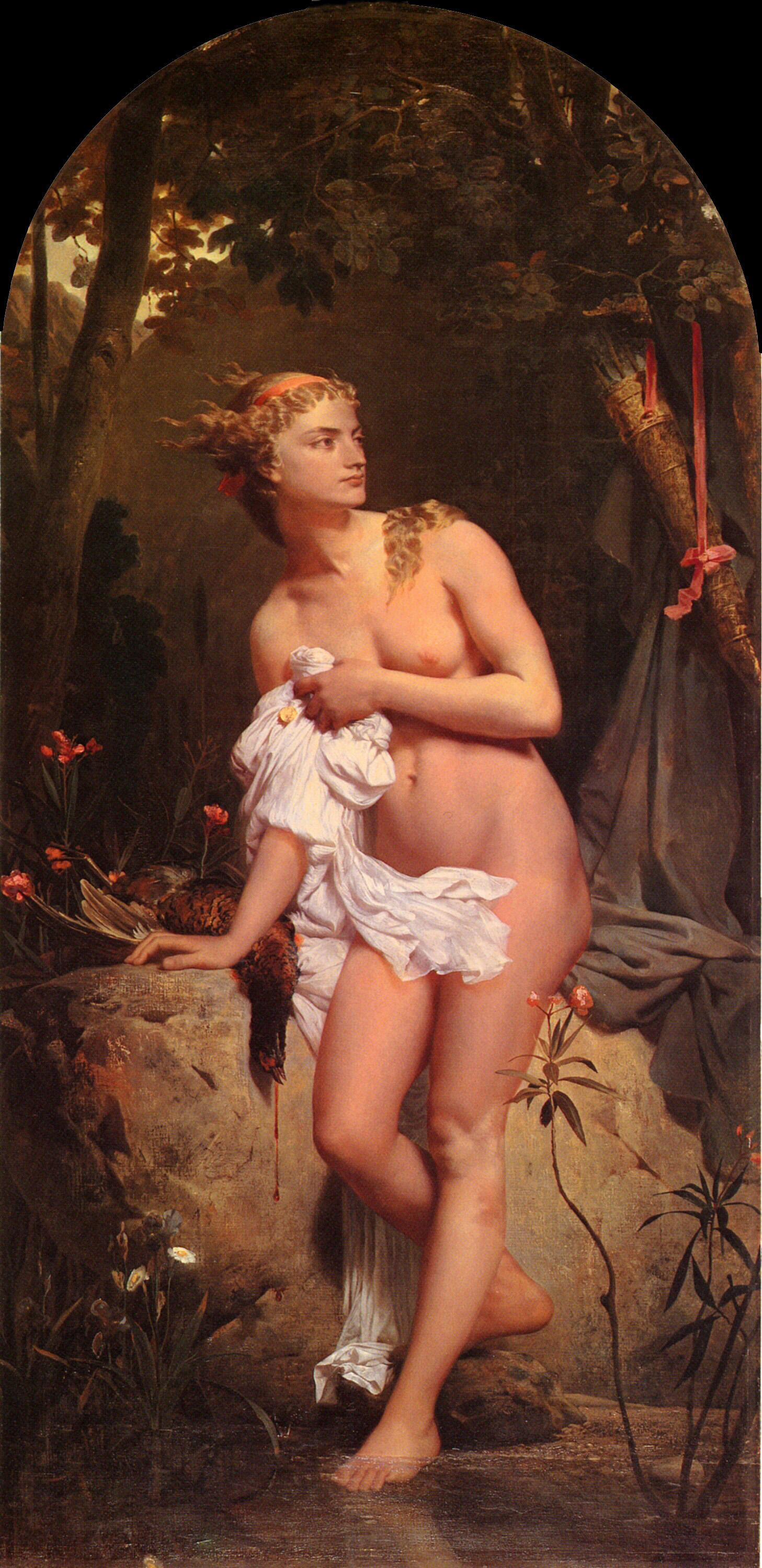
Diana

Charles Gleyre, właśc. Marc Gabriel Charles Gleyre (ur. 2 maja 1806, zm. 5 maja 1874 w Paryżu) – francuski malarz i pedagog pochodzenia szwajcarskiego, przedstawiciel akademizmu. 
Urodził się w kantonie Vaud w Szwajcarii, wychował w Lyonie. W połowie 1820 r. przyjechał do Paryża, by podjąć intensywne studia malarskie. Odbył wieloletnią podróż najpierw do Włoch, później po krajach Bliskiego Wschodu (m.in. Syrii, Egipcie, Nubii i Libanie). Po powrocie do Francji wystawiał w paryskim Salonie i pracował na etacie profesora École des Beaux-Arts w Paryżu. W latach 1843–1864 prowadził samodzielną pracownię Atelier Gleyre, w której uczyli się przyszli impresjoniści, m.in. Claude Monet i Auguste Renoir.
Malował obrazy o tematyce religijnej i mitologicznej, akty, sceny historyczne, portrety i alegorie. Jego prace, chociaż nieskazitelne pod względem akademickiej formy, często są kojarzone z symbolizmem i romantyzmem ze względu na tajemniczy i odrealniony nastrój.
Jego uczniami było wielu przyszłych impresjonistów, m.in. Claude Monet, Pierre-Auguste Renoir, Alfred Sisley, James Abbott McNeill Whistler i Auguste Toulmouche.

## Prace dostępne w publicznych galeriach
- Trois Fellahs, 1835 (Muzeum sztuk pięknych kantonu w Lozannie)
- Autoportrait, 1841 (Muzeum zamku w Wersalu)
- Le Soir ou Les Illusions perdues, 1843 (Musée d’Orsay)
- La Séparation des apôtres, 1845 (Muzeum Girodet) Montargis
- La Danse des bacchantes, 1849, Lozanna
- Hercule & Omphale, 1862 (Musée d'art et d'histoire, Neuchâtel)
- Les Romains passant sous le joug, 1858, Lozanna
- Le Déluge, 1856, Lozanna
- Sappho, 1867, Lozanna
- Esquisse pour le Matin (le Paradis terrestre), 1869-74, Lozanna
- Le Retour de l'Enfant prodigue, 1873, Lozanna